# Inhibidor de la recaptación de serotonina y noradrenalina

Serotonina.

Noradrenalina.

Los inhibidores selectivos de la recaptación de serotonina y noradrenalina (o norepinefrina) (IRSN) son una clase de medicamentos antidepresivos utilizados en el tratamiento de la depresión y otros trastornos del estado de ánimo. Algunas veces también son usados para tratar el trastorno obsesivo-compulsivo (TOC), el trastorno por déficit de atención con hiperactividad (TDAH) y las neuralgias crónicas. 

## Funcionamiento
Actúan sobre dos neurotransmisores en el cerebro que se sabe desempeñan un papel importante en el estado de ánimo, la serotonina y la noradrenalina o norepinefrina. Este medicamento puede ser contrastado con el más ampliamente utilizado inhibidor selectivo de la recaptación de serotonina (ISRS) que actúa solo sobre la serotonina.
Funcionalmente se emparentan con el mecanismo de acción de los antidepresivos tricíclicos; no obstante, no ejercen acción significativa sobre los receptores muscarínicos, histaminérgicos o alfaadrenérgicos. Debido a ello no se generan efectos significativos a nivel autonómico, ni reacciones anticolinérgicas, sedantes, hipnóticas o cardiovasculares, como sí ocurre con los antidepresivos tricíclicos clásicos. 
Sufren metabolismo hepático, en concreto por parte de las isomerasas CYP1A2 y CYP2D6. La venlafaxina es un inhibidor moderado de la CYP2D6, lo cual hay que tener en cuenta de cara a las interacciones con otros fármacos.
Como efectos secundarios pueden producir visión borrosa, pesadillas, estreñimiento, dolor de cabeza, cambios en el apetito, temblor, boca seca o náuseas.

## Listado de IRSN
- Venlafaxina (marca Effexor®) es el principal y más comúnmente usado IRSN. Aunque también trabaja sobre la dopamina en altas dosis, la mayor parte de sus efectos recaen sobre la serotonina y la noradrenalina.

- Desvenlafaxina[1] (marca Pristiq®) es el metabolito activo de la venlafaxina y se cree que funciona de la misma manera. Fue introducido por Wyeth en mayo de 2008.

- Milnaciprán[2] (marcas Ixel® y Dalcipran®) ha mostrado ser significativamente efectivo en el tratamiento de la depresión y de la fibromialgia. Fue aprobado por la FDA en enero de 2009  para el tratamiento de fibromialgia en los Estados Unidos; previamente ya disponible comercialmente en Europa y Asia por varios años.

- Duloxetina[3] (marca Cymbalta®) también inhibe la recaptación de la serotonina y ha sido aprobado para el tratamiento de la depresión y la neuralgia en agosto de 2004.

- Levomilnaciprán es el isómero levo del milnaciprán. Fue aprobado por la FDA para el tratamiento del trastorno depresivo en julio de 2013.

- Sibutramina en lugar de ser desarrollado para el tratamiento de la depresión, se comercializa ampliamente como supresor del apetito para la pérdida de peso. La sibutramina es el primer medicamento en un periodo de 30 años que ha sido aprobado para el tratamiento de la obesidad.[4]

## Indicaciones
Los ISRSN han sido aprobados para el tratamiento de las siguientes patologías:
- Trastorno depresivo mayor.
- Trastorno por estrés postraumático (TEPT).
- Trastorno de ansiedad generalizada.
- Trastorno de ansiedad social (TAS).
- Trastorno de pánico.
- Dolor neuropático.
- Fibromialgia.
- Dolor músculo esquelético crónico.